# 신명중학교 축구부
신명중학교 축구부는 충청북도 충주시에 위치한 신명중학교의 축구부이다. 신명중학교가 운영하는 축구부로 2012년에 창단하였다.

## 역사
본래는 충주 험멜 FC의 유스팀으로 활동 했었으나, 팀이 해체된 이후에는 독자적으로 팀을 운영했으며 2021년에는 충주시민축구단과의  협약을 맺어 U-15팀으로 지정 되었다.

## 같이 보기
- 신명중학교
- 충주 험멜 FC
- 충주시민축구단